# Dänemark-Rundfahrt 2005

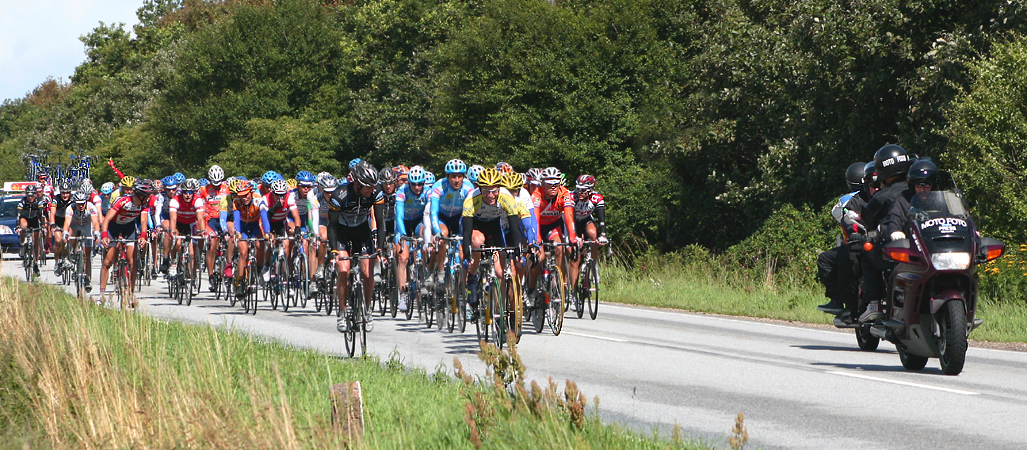
Das Peloton auf der 2. Etappe bei Randers.

Die 15. Dänemark-Rundfahrt fand vom 3. bis zum 7. August 2005 statt. Das Radrennen wurde in vier Etappen und zwei Halbetappen über eine Distanz von 839 km ausgetragen. Es begann in Skive und endete in Kopenhagen auf dem „dänischen Champs Élysées“, der Frederiksberg Allé. Höhepunkt der diesjährigen Rundfahrt war die 3. Etappe von Aarhus nach Vejle. Die Königsetappe hielt für die Profis die höchste Erhebung Dänemarks bereit. Auf dem Weg zum 173 m hohen Yding Skovhøj musste das Peloton einen Anstieg von teilweise 21 % bewältigen. Die Dänemark-Rundfahrt zählt zur UCI Europe Tour und ist in die Kategorie 2. HC eingeordnet.

## Etappen
| Etappe    | Tag       | Start – Ziel          | km       | Etappensieger | Gesamtwertung |
| --------- | --------- | --------------------- | -------- | ------------- | ------------- |
| 1. Etappe | 3. August | Skive – Skive         | 200      | Ivan Basso    | Ivan Basso    |
| 2. Etappe | 4. August | Viborg – Aarhus       | 190      | Ivan Basso    | Ivan Basso    |
| 3. Etappe | 5. August | Aarhus – Vejle        | 185      | Ivan Basso    | Ivan Basso    |
| 4. Etappe | 6. August | Assens – Odense       | 90       | Paride Grillo | Ivan Basso    |
| 5. Etappe | 6. August | Nyborg – Nyborg       | 14 (EZF) | Ivan Basso    | Ivan Basso    |
| 6. Etappe | 7. August | Slagelse – Kopenhagen | 160      | André Greipel | Ivan Basso    |